# 이난정 (미에현)
이난정(飯南町)은 일본 미에현 이난군에 설치되었던 정이다. 현재의 마쓰사카시의 일부에 해당한다.